# 吳恩韶
吳恩韶，字春甫，號訥人，江苏吳縣（今蘇州）人，清朝政治人物，同進士出身。
嘉慶十三年（1808年）登進士，改庶吉士，嘉慶十四年（1809年）授刑部主事。嘉庆二十一年（1817年）担任山东乡试副考官。